# Xenija Schalygina
Xenija Wladimirowna Schalygina (russisch Ксения Владимировна Шалыгина; * 5. September 1998 in Lissakowsk) ist eine kasachische Skilangläuferin. 

## Werdegang
Schalygina startete international erstmals im November 2017 beim Eastern-Europe-Cup in Werschina Tjoi und belegte dabei den 72. Platz über 5 km klassisch, den 71. Rang über 10 km Freistil sowie die Plätze 83 und 59 im Sprint. Bei den Junioren-Skiweltmeisterschaften 2018 in Goms lief sie auf den 50. Platz im Sprint, auf den 35. Rang über 5 km klassisch und auf den 14. Platz mit der Staffel. Zu Beginn der Saison 2018/19 gab sie in Ruka ihr Debüt im Weltcup, welches sie auf dem 72. Platz im Sprint beendete. Im weiteren Saisonverlauf kam sie bei den U23-Weltmeisterschaften 2019 in Lahti jeweils auf den 50. Platz im Sprint sowie über 10 km Freistil und auf den 43. Rang im 15-km-Massenstartrennen. Ihre besten Ergebnisse bei der Winter-Universiade im März 2019 in Krasnojarsk waren der 15. Platz über 5 km klassisch und der vierte Rang mit der Staffel. Bei der Tour de Ski 2019/20 holte sie mit dem 41. Platz ihre ersten Weltcuppunkte. Ihre besten Ergebnisse bei den U23-Weltmeisterschaften 2020 in Oberwiesenthal waren der 37. Platz im 15-km-Massenstartrennen und der zehnte Rang mit der Mixed-Staffel. In der Saison 2020/21 wurde sie kasachische Meisterin im Sprint und belegte bei den U23-Weltmeisterschaften 2021 in Vuokatti den 39. Platz über 10 km Freistil, den 32. Rang im Sprint sowie den 15. Platz mit der Mixed-Staffel. Nachdem sie zu Beginn der Saison 2021/22 in Schtschutschinsk mit Platz drei über 5 km klassisch und Rang zwei über 10 km Freistil ihre ersten Podestplatzierungen im Eastern-Europe-Cup erreicht hatte, holte sie in Lillehammer mit dem 15. Platz in der Staffel und den 46. Rang bei der Tour de Ski 2021/22 erneut Weltcuppunkte. Beim Saisonhöhepunkt, den Olympischen Winterspielen 2022 in Peking, belegte sie den 67. Platz im Sprint, den 53. Rang über 10 km klassisch und den 48. Platz im Skiathlon. Zudem kam sie mit Nadeschda Stepaschkina auf den 19. Platz im Teamsprint und zusammen mit Angelina Schuryga, Nadeschda Stepaschkina und Irina Bykowa auf den 15. Platz mit der Staffel. Ende März 2022 wurde sie kasachische Meisterin über 10 km Freistil und im 30-km-Massenstartrennen.

## Siege bei Continental-Cup-Rennen
| Nr. | Datum             | Ort              | Disziplin                   | Serie              |
| --- | ----------------- | ---------------- | --------------------------- | ------------------ |
| 1.  | 14. November 2022 | Schtschutschinsk | 10 km klassisch             | Eastern-Europe-Cup |
| 2.  | 15. November 2022 | Schtschutschinsk | 15 km Freistil              | Eastern-Europe-Cup |
| 3.  | 22. Dezember 2022 | Almaty           | 10 km Freistil              | Eastern-Europe-Cup |
| 4.  | 25. Dezember 2022 | Almaty           | 20 km klassisch Massenstart | Eastern-Europe-Cup |
| 5.  | 22. März 2023     | Schtschutschinsk | 15 km Skiathlon             | Eastern-Europe-Cup |
| 6.  | 25. März 2023     | Schtschutschinsk | 10 km klassisch             | Eastern-Europe-Cup |
| 7.  | 22. Dezember 2024 | Schtschutschinsk | 20 km klassisch Massenstart | Eastern-Europe-Cup |